# Gabi Lüeße
Gabriele Lüeße (* 23. November in Schleswig) ist eine deutsche Fernseh-Journalistin und Moderatorin.

## Leben
Aufgewachsen im Dorf Eggebek, legte Gabi Lüeße das Abitur in Flensburg ab. Anschließend studierte sie Politikwissenschaften, Soziologie und Psychologie an den Universitäten Hamburg und Kiel.
Im Anschluss arbeitete sie zunächst als Nachrichtensprecherin beim schleswig-holsteinischen Privatradiosender R.SH. Außerdem war sie als Autorin für die NDR 1 Welle Nord und als Reporterin für das Regionalfenster Hamburg/Schleswig-Holstein des privaten Fernsehsenders RTL tätig. Seit 2003 ist Lüeße im Wechsel für die Präsentation des Nachrichtenblocks innerhalb des NDR-Regionalprogramms Schleswig-Holstein Magazin zuständig, seit 2017 ist sie eine der Co-Moderatorinnen dieser Sendung.
Zwischen 2009 und 2011 absolvierte sie erfolgreich eine Ausbildung zur Heilpraktikerin.
Lüeße ist Mutter einer Tochter und lebt mit ihrem Lebensgefährten in Kiel.

## Auszeichnungen
Für die im NDR ausgestrahlte Reportage Wie Frauen Beruf und Familie vereinbaren – positive Beispiele familienfreundlicher Betriebe wurde sie 2004 mit dem Juliane-Bartel-Förderpreis ausgezeichnet. Dieser beinhaltete eine Fortbildung an der Moderatorenakademie für Medien und Wirtschaft.
Im darauf folgenden Jahr erhielt Gabi Lüeße zusammen mit ihren Kolleginnen Andrea Jedich und Michaela Kahmke den Medienpreis Gesundheit der Interessengemeinschaft der Heilberufe Schleswig-Holstein (IDH).